# Zelomorpha kellyanneae
Zelomorpha kellyanneae (лат.) — вид паразитических наездников рода Zelomorpha из семейства Braconidae. Назван в честь Kelly Meierotto (сестры автора открытия и будущего археолога).

## Распространение
Центральная Америка: Коста-Рика.

## Описание
Мелкие перепончатокрылые наездники, длина тела около 1 см. Эндопаразитоиды свободноживущих гусениц чешуекрылых Nephodia (Geometridae), которые питались на Heteropterys macrostachya и Heteropterys laurifolia (Malpighiaceae). 
Шпора передних голеней короче первого членика лапки; передние лапки с простыми когтями, не гребенчатые; яйцеклад короче половины длины метасомы; лоб ограничен килями. Вид был впервые описан в 2019 году американскими и канадскими энтомологами во главе с Сарой Мейеротто (Sarah Meierotto, Кентуккийский университет, Лексингтон, США).